# Narses (filho de Artaxes I)
Narses (em persa médio: nrshy; romaniz.: Narseh; em parta: nryshw; romaniz.: Narseh; em grego clássico: Ναρσαίου; romaniz.: Narsaíou) foi um nobre sassânida do século III, possível filho do xá Artaxes I (r. 224–242).

## Nome

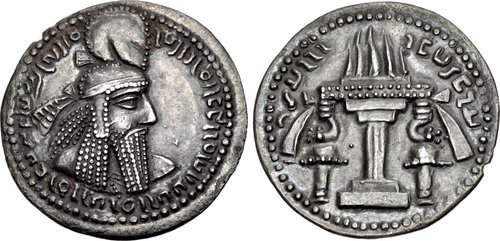
Dracma de

Narses é a forma helenizada e latinizada do nome. Em armênio, ocorre como Nerses. A atestação mais antiga do nome ocorre nos Feitos do Divino Sapor, uma inscrição trilíngue do reinado do xainxá sassânida Sapor I (r. 240–270). Em parta é registrado como Narsēs e em pálavi como Narsē. O nome deriva do avéstico Nairyō saŋha-, que literalmente significa "o de muitos discursos", ou seja, o mensageiro divino.

## Vida
As origens de Narses são incertas. É conhecida apenas a partir de sua menção na inscrição Feitos do Divino Sapor de Sapor I (r. 240–270) na qual aparece como príncipe (wispuhr) e está listado entre os membros da casa real. É impossível precisar sua relação com os sassânidas a partir da inscrição, mas foi sugerido que fosse filho de Artaxes I (r. 224–242) e Murrode e irmão de Sapor.